# Ligue des champions de la CONCACAF 2016-2017
Navigation
Édition précédente Édition suivante
La Ligue des champions de la CONCACAF 2016-2017 est la neuvième édition de cette compétition. Cependant, c'est la 52e fois que les clubs de la confédération se disputent le titre de leader de la CONCACAF.
Le vainqueur représentera la CONCACAF à la Coupe du monde de football des clubs 2017.

## Participants
Un total de 24 équipes provenant d'un maximum de 13 nations participeront au tournoi. Elles proviendront des zones Amérique du Nord, Amérique centrale et Caraïbes de la CONCACAF. Cependant, à la suite des problèmes des tournois précédents, des règles de disqualification et de substitution ont été édictées pour les cas où une équipe ne disposerait pas d'un stade jugé convenable.
- Amérique centrale: 12 clubs peuvent se qualifier. Si un ou plusieurs clubs sont disqualifiés, ils seront remplacés par un club d'une autre fédération centre-américaine, choisie sur la base des résultats du tournoi précédent.

- Caraïbes: Si un des trois clubs est disqualifié, il sera remplacé par le club suivant au classement du Championnat de la CFU des clubs.

Le tableau des clubs qualifiés est donc le suivant :
| Nation            | Club                    | Raison de qualification                      |
| Amérique du Nord  |                         |                                              |
| Mexique           | Tigres UANL             | Vainqueur du Tournoi Apertura 2015.          |
| Mexique           | CF Pachuca              | Vainqueur du Tournoi Clausura 2016.          |
| Mexique           | Pumas UNAM              | Finaliste du Tournoi Apertura 2015.          |
| Mexique           | CF Monterrey            | Finaliste du Tournoi Clausura 2016.          |
| États-Unis        | Portland Timbers        | Vainqueur de la MLS Cup 2015.                |
| États-Unis        | New York Red Bulls      | Vainqueur du MLS Supporters' Shield en 2015. |
| États-Unis        | FC Dallas               | Vainqueur de la Conférence Ouest en 2015.    |
| États-Unis        | Sporting Kansas City    | Vainqueur de la US Open Cup 2015             |
| Canada            | Vancouver Whitecaps FC  | Vainqueur du Championnat canadien 2015       |
| Amérique centrale |                         |                                              |
| Costa Rica        | Deportivo Saprissa      | Vainqueur du Tournoi Apertura 2015.          |
| Costa Rica        | CS Herediano            | Vainqueur du Tournoi Clausura 2016.          |
| Honduras          | CD Honduras             | Vainqueur du Tournoi Apertura 2015.          |
| Honduras          | CD Olimpia              | Vainqueur du Tournoi Clausura 2016.          |
| Guatemala         | Antigua GFC             | Vainqueur du Tournoi Apertura 2015.          |
| Guatemala         | Deportivo Suchitepéquez | Vainqueur du Tournoi Clausura 2016.          |
| Panama            | Deportivo Árabe Unido   | Vainqueur du Tournoi Apertura 2015.          |
| Panama            | CD Plaza Amador         | Vainqueur du Tournoi Clausura 2016.          |
| Salvador          | Alianza FC              | Vainqueur du Tournoi Apertura 2015.          |
| Salvador          | CD Dragón               | Vainqueur du Tournoi Clausura 2016.          |
| Nicaragua         | Real Estelí FC          | Champion du Nicaragua 2015-2016 .            |
| Belize            | Police United           | Vainqueur du Tournoi Apertura 2015.          |
| Caraïbes          |                         |                                              |
| Caraïbes          | Central FC              | Champion des Caraïbes 2016.                  |
| Caraïbes          | W Connection FC         | Vice-champion des Caraïbes 2016.             |
| Caraïbes          | Don Bosco FC            | 3e du championnat des Caraïbes 2016.         |

| Vancouver Whitecaps Sporting Kansas City FC Dallas New York Red Bulls Portland Timbers CF Monterrey Tigres UANL Pumas UNAM CF Pachuca |

| Deportivo Árabe Unido CD Plaza Amador CD Honduras CD Olimpia Antigua GFC 0Dep. Suchitepéquez Alianza FC I CD Dragón Deportivo Saprissa CS Herediano Real Estelí FC Police United W Connection FC Central FC Don Bosco FC |

## Calendrier
| Tour                    | Nom                           | Date aller                           | Date retour                                         | Équipes participantes | Équipes restantes |
| Phase de groupes (2016) |                               |                                      |                                                     |                       |                   |
| 1-6                     | Journée 1 Journée 2 Journée 3 | 2 - 4 août 16 - 18 août 23 - 25 août | 13 - 15 septembre 27 - 29 septembre 18 - 20 octobre | 24                    | 24 à 8            |
| Phase finale (2017)     |                               |                                      |                                                     |                       |                   |
| 1                       | Quarts de finale              | -                                    | -                                                   | 8                     | 8 à 4             |
| 2                       | Demi-finale                   | -                                    | -                                                   | 4                     | 4 à 2             |
| 3                       | Finale                        | -                                    | -                                                   | 2                     | 2 à 1             |

Le tirage est équilibré à l'aide de pots définis comme suit. Les équipes sont réparties dans les différends pots en fonction des résultats des équipes de leur nations présentes la saison précédente. Ainsi, le pot 1 regroupe les équipes mexicaines et américaines, le pot 2 les équipes costariciennes, honduriennes, guatémaltèque et panaméenne et le pot 3 les autres équipes qualifiées.
| Pot 1            | Pot 1                | Pot 2              | Pot 2               | Pot 3           | Pot 3          |
| Tigres UANL      | CF Pachuca           | CS Herediano       | Dep. Saprissa       | CD Plaza Amador | Alianza FC     |
| Pumas UNAM       | CF Monterrey         | CD Olimpia         | CD Honduras         | CD Dragón       | Real Estelí FC |
| Portland Timbers | New York Red Bulls   | Dep. Suchitepéquez | Antigua GFC         | Police United   | Central FC     |
| FC Dallas        | Sporting Kansas City | Dep. Árabe Unido   | Vancouver Whitecaps | W Connection FC | Don Bosco FC   |

## Phase de groupes

### Groupe A
| Rang | Équipe          | Pts | J | G | N | P | Bp | Bc | Diff |
| ---- | --------------- | --- | - | - | - | - | -- | -- | ---- |
| 1    | Pumas UNAM      | 9   | 4 | 3 | 0 | 1 | 15 | 5  | +10  |
| 2    | CD Honduras     | 7   | 4 | 2 | 1 | 1 | 4  | 4  | 0    |
| 3    | W Connection FC | 1   | 4 | 0 | 1 | 3 | 4  | 14 | -10  |

| Résultats (▼dom., ►ext.) |     |     |     |
| W Connection FC          |     | 1-1 | 2-4 |
| CD Honduras              | 1-0 |     | 2-1 |
| Pumas UNAM               | 8-1 | 2-0 |     |

### Groupe B
| Rang | Équipe             | Pts | J | G | N | P | Bp | Bc | Diff |
| ---- | ------------------ | --- | - | - | - | - | -- | -- | ---- |
| 1    | Deportivo Saprissa | 8   | 4 | 2 | 2 | 0 | 11 | 3  | +8   |
| 2    | Portland Timbers   | 7   | 4 | 2 | 1 | 1 | 7  | 9  | -2   |
| 3    | CD Dragón          | 1   | 4 | 0 | 1 | 3 | 2  | 10 | -8   |

| Résultats (▼dom., ►ext.) |     |     |     |
| CD Dragón                |     | 1-2 | 0-0 |
| Portland Timbers         | 2-1 |     | 1-1 |
| Deportivo Saprissa       | 6-0 | 4-2 |     |

### Groupe C
| Rang | Équipe               | Pts | J | G | N | P | Bp | Bc | Diff |
| ---- | -------------------- | --- | - | - | - | - | -- | -- | ---- |
| 1    | Vancouver Whitecaps  | 12  | 4 | 4 | 0 | 0 | 10 | 2  | +8   |
| 2    | Sporting Kansas City | 4   | 4 | 1 | 1 | 2 | 6  | 8  | -2   |
| 3    | Central FC           | 1   | 4 | 0 | 1 | 3 | 4  | 10 | -6   |

| Résultats (▼dom., ►ext.) |     |     |     |
| Central FC               |     | 2-2 | 0-1 |
| Sporting Kansas City     | 3-1 |     | 1-2 |
| Vancouver Whitecaps      | 4-1 | 3-0 |     |

### Groupe D
| Rang | Équipe                | Pts | J | G | N | P | Bp | Bc | Diff |
| ---- | --------------------- | --- | - | - | - | - | -- | -- | ---- |
| 1    | Deportivo Árabe Unido | 12  | 4 | 4 | 0 | 0 | 12 | 5  | +7   |
| 2    | CF Monterrey          | 6   | 4 | 2 | 0 | 2 | 9  | 5  | +4   |
| 3    | Don Bosco FC          | 0   | 4 | 0 | 0 | 4 | 2  | 13 | -11  |

| Résultats (▼dom., ►ext.) |     |     |     |
| Deportivo Árabe Unido    |     | 2-0 | 2-1 |
| Don Bosco FC             | 2-5 |     | 0-3 |
| CF Monterrey             | 2-3 | 3-0 |     |

### Groupe E
| Rang | Équipe        | Pts | J | G | N | P | Bp | Bc | Diff |
| ---- | ------------- | --- | - | - | - | - | -- | -- | ---- |
| 1    | CF Pachuca    | 10  | 4 | 3 | 1 | 0 | 19 | 4  | +15  |
| 2    | CD Olimpia    | 7   | 4 | 2 | 1 | 1 | 13 | 6  | +7   |
| 3    | Police United | 0   | 4 | 0 | 0 | 4 | 1  | 23 | -22  |

| Résultats (▼dom., ►ext.) |      |     |     |
| CF Pachuca               |      | 3-0 | 1-0 |
| Police United            | 0-11 |     | 1-5 |
| CD Olimpia               | 4-4  | 4-0 |     |

### Groupe F
| Rang | Équipe             | Pts | J | G | N | P | Bp | Bc | Diff |
| ---- | ------------------ | --- | - | - | - | - | -- | -- | ---- |
| 1    | New York Red Bulls | 8   | 4 | 2 | 2 | 0 | 5  | 1  | +4   |
| 2    | Alianza FC         | 5   | 4 | 0 | 2 | 1 | 5  | 4  | +1   |
| 3    | Antigua GFC        | 2   | 4 | 0 | 2 | 2 | 2  | 7  | -5   |

| Résultats (▼dom., ►ext.) |     |     |     |
| Alianza FC               |     | 1-1 | 1-1 |
| Antigua GFC              | 1-3 |     | 0-0 |
| New York Red Bulls       | 1-0 | 3-0 |     |

### Groupe G
| Rang | Équipe          | Pts | J | G | N | P | Bp | Bc | Diff |
| ---- | --------------- | --- | - | - | - | - | -- | -- | ---- |
| 1    | Tigres UANL     | 9   | 4 | 3 | 0 | 1 | 9  | 3  | +6   |
| 2    | CS Herediano    | 4   | 4 | 1 | 1 | 2 | 4  | 7  | -3   |
| 3    | CD Plaza Amador | 4   | 4 | 1 | 1 | 2 | 3  | 6  | -3   |

| Résultats (▼dom., ►ext.) |     |     |     |
| CS Herediano             |     | 2-0 | 1-3 |
| CD Plaza Amador          | 1-1 |     | 1-0 |
| Tigres UANL              | 3-0 | 3-1 |     |

### Groupe H
| Rang | Équipe                  | Pts | J | G | N | P | Bp | Bc | Diff |
| ---- | ----------------------- | --- | - | - | - | - | -- | -- | ---- |
| 1    | FC Dallas               | 8   | 4 | 2 | 2 | 0 | 8  | 4  | +4   |
| 2    | Deportivo Suchitepéquez | 5   | 4 | 1 | 2 | 1 | 4  | 6  | -2   |
| 3    | Real Estelí FC          | 2   | 4 | 0 | 2 | 2 | 3  | 5  | -2   |

| Résultats (▼dom., ►ext.) |     |     |     |
| FC Dallas                |     | 2-1 | 0-0 |
| Real Estelí FC           | 1-1 |     | 1-1 |
| Deportivo Suchitepéquez  | 2-5 | 1-0 |     |

## Phase finale
Pour les quarts de finale, les équipes sont classées et s'affrontent d'après leurs résultats lors de la phase précédente selon les critères suivants :
1. nombre de points acquis ;
2. différence entre les buts marqués et les buts concédés sur la totalité des matchs joués ;
3. plus grand nombre de buts marqués sur la totalité des matchs joués ;
4. plus grand nombre de buts marqués à l'extérieur ;
5. plus grand nombre de victoires sur la totalité des matchs joués ;
6. plus grand nombre de victoires à l'extérieur ;
7. tirage au sort.

| Rang | Équipe                | Pts | J | G | N | P | Bp | Bc | Diff |
| ---- | --------------------- | --- | - | - | - | - | -- | -- | ---- |
| 1    | Vancouver Whitecaps   | 12  | 4 | 4 | 0 | 0 | 10 | 2  | +8   |
| 2    | Deportivo Árabe Unido | 12  | 4 | 4 | 0 | 0 | 12 | 5  | +7   |
| 3    | CF Pachuca            | 10  | 4 | 3 | 1 | 0 | 19 | 4  | +15  |
| 4    | Pumas UNAM            | 9   | 4 | 3 | 0 | 1 | 15 | 5  | +10  |
| 5    | Tigres UANL           | 9   | 4 | 3 | 0 | 1 | 9  | 3  | +6   |
| 6    | Deportivo Saprissa    | 8   | 4 | 2 | 2 | 0 | 11 | 3  | +8   |
| 7    | FC Dallas             | 8   | 4 | 2 | 2 | 0 | 8  | 4  | +4   |
| 8    | New York Red Bulls    | 8   | 4 | 2 | 2 | 0 | 5  | 1  | +4   |

### Tableau
|  |                                    |                              |               |               |                              |     |   |            |                     |            |            |            |     |   |        |        |        |        |        |  |  |
|  | 1/4 de finale                      | 1/4 de finale                | 1/4 de finale | 1/4 de finale | 1/4 de finale                |     |   | 1/2 finale | 1/2 finale          | 1/2 finale | 1/2 finale | 1/2 finale |     |   | Finale | Finale | Finale | Finale | Finale |  |  |
|  | 21 février 2017 et 28 février 2017 |                              |               |               |                              |     |   |            |                     |            |            |            |     |   |        |        |        |        |        |  |  |
|  |                                    |                              |               |               |                              |     |   |            |                     |            |            |            |     |   |        |        |        |        |        |  |  |
|  | CF Pachuca                         | (3)                          | 0             | 4             |                              |     |   |            |                     |            |            |            |     |   |        |        |        |        |        |  |  |
|  | CF Pachuca                         | (3)                          | 0             | 4             | 15 mars 2017 et 4 avril 2017 |     |   |            |                     |            |            |            |     |   |        |        |        |        |        |  |  |
|  | Deportivo Saprissa                 | (6)                          | 0             | 0             |                              |     |   |            |                     |            |            |            |     |   |        |        |        |        |        |  |  |
|  | Deportivo Saprissa                 | (6)                          | 0             | 0             | CF Pachuca                   | (3) | 1 | 3          |                     |            |            |            |     |   |        |        |        |        |        |  |  |
|  | 23 février 2017 et 1er mars 2017   |                              |               |               | CF Pachuca                   | (3) | 1 | 3          |                     |            |            |            |     |   |        |        |        |        |        |  |  |
|  |                                    |                              | FC Dallas     | (7)           | 2                            | 1   |   |            |                     |            |            |            |     |   |        |        |        |        |        |  |  |
|  | Deportivo Árabe Unido              | (2)                          | FC Dallas     | (7)           | 2                            | 1   | 0 | 2          |                     |            |            |            |     |   |        |        |        |        |        |  |  |
|  | Deportivo Árabe Unido              | (2)                          |               |               |                              |     | 0 | 2          | 19 et 26 avril 2017 |            |            |            |     |   |        |        |        |        |        |  |  |
|  | FC Dallas                          | (7)                          | 4             | 1             |                              |     |   |            |                     |            |            |            |     |   |        |        |        |        |        |  |  |
|  | FC Dallas                          | (7)                          | 4             | 1             |                              |     |   |            |                     |            |            | CF Pachuca | (3) | 1 | 1      |        |        |        |        |  |  |
|  | 22 février 2017 et 2 mars 2017     |                              |               |               |                              |     |   |            |                     |            |            | CF Pachuca | (3) | 1 | 1      |        |        |        |        |  |  |
|  |                                    | Tigres UANL                  | (5)           | 1             | 0                            |     |   |            |                     |            |            |            |     |   |        |        |        |        |        |  |  |
|  | Vancouver Whitecaps                | Tigres UANL                  | (5)           | 1             | 0                            | (1) | 1 | 2          |                     |            |            |            |     |   |        |        |        |        |        |  |  |
|  | Vancouver Whitecaps                | 14 mars 2017 et 5 avril 2017 |               |               |                              | (1) | 1 | 2          |                     |            |            |            |     |   |        |        |        |        |        |  |  |
|  | New York Red Bulls                 | (8)                          | 1             | 0             |                              |     |   |            |                     |            |            |            |     |   |        |        |        |        |        |  |  |
|  | New York Red Bulls                 | (8)                          | 1             | 0             | Vancouver Whitecaps          | (1) | 0 | 1          |                     |            |            |            |     |   |        |        |        |        |        |  |  |
|  | 22 février 2017 et 1er mars 2017   |                              |               |               | Vancouver Whitecaps          | (1) | 0 | 1          |                     |            |            |            |     |   |        |        |        |        |        |  |  |
|  |                                    |                              | Tigres UANL   | (5)           | 2                            | 2   |   |            |                     |            |            |            |     |   |        |        |        |        |        |  |  |
|  | Pumas UNAM                         | (4)                          | Tigres UANL   | (5)           | 2                            | 2   | 1 | 0          |                     |            |            |            |     |   |        |        |        |        |        |  |  |
|  | Pumas UNAM                         | (4)                          |               |               |                              |     | 1 | 0          |                     |            |            |            |     |   |        |        |        |        |        |  |  |
|  | Tigres UANL                        | (5)                          | 1             | 3             |                              |     |   |            |                     |            |            |            |     |   |        |        |        |        |        |  |  |
|  | Tigres UANL                        | (5)                          | 1             | 3             |                              |     |   |            |                     |            |            |            |     |   |        |        |        |        |        |  |  |

### Quarts de finale
| Pays | Club                  | Aller | Retour | Club               | Pays | Commentaire |
|      | Vancouver Whitecaps   | 1-1   | 2-0    | New York Red Bulls |      |             |
|      | Deportivo Árabe Unido | 0-4   | 2-1    | FC Dallas          |      |             |
|      | CF Pachuca            | 0-0   | 4-0    | Deportivo Saprissa |      |             |
|      | Pumas UNAM            | 1-1   | 0-3    | Tigres UANL        |      |             |

### Demi-finales
| Pays | Club                | Aller | Retour | Club        | Pays | Commentaire |
|      | Vancouver Whitecaps | 0-2   | 1-2    | Tigres UANL |      |             |
|      | CF Pachuca          | 1-2   | 3-1    | FC Dallas   |      |             |

### Finale
| Match aller   | Tigres UANL     | 1:1   | CF Pachuca    | Stade Universitario San Nicolás de los Garza, Mexique                                                      | |
| 18 avril 2017 | Ismael Sosa 32e | (1:1) | Raúl López 3e | Spectateurs : 35 147 Arbitrage : Mark Geiger Joseph Fletcher (a) Charles Morgante (a) Baldomero Toledo (q) | Spectateurs : 35 147 Arbitrage : Mark Geiger Joseph Fletcher (a) Charles Morgante (a) Baldomero Toledo (q) |
| 18 avril 2017 | Rapport         |       |               | Spectateurs : 35 147 Arbitrage : Mark Geiger Joseph Fletcher (a) Charles Morgante (a) Baldomero Toledo (q) | Spectateurs : 35 147 Arbitrage : Mark Geiger Joseph Fletcher (a) Charles Morgante (a) Baldomero Toledo (q) |

| Match retour  | CF Pachuca      | 1:0   | Tigres UANL | Stade Hidalgo Pachuca, Mexique                                                                    |                                                                                                   |
| 26 avril 2017 | Franco Jara 83e | (0:0) |             | Arbitrage : César Arturo Ramos Marvin Torrentera (a) Miguel Ángel Hernández (a) Erick Miranda (q) | Arbitrage : César Arturo Ramos Marvin Torrentera (a) Miguel Ángel Hernández (a) Erick Miranda (q) |
| 26 avril 2017 | Rapport         |       |             | Arbitrage : César Arturo Ramos Marvin Torrentera (a) Miguel Ángel Hernández (a) Erick Miranda (q) | Arbitrage : César Arturo Ramos Marvin Torrentera (a) Miguel Ángel Hernández (a) Erick Miranda (q) |

| Champion de la CONCACAF 2017 |
| ---------------------------- |
| CF Pachuca Cinquième titre   |